# Oligonychus macrostachyus
Oligonychus macrostachyus är en spindeldjursart som beskrevs av Baker och James P. Tuttle 1972. Oligonychus macrostachyus ingår i släktet Oligonychus och familjen Tetranychidae. Inga underarter finns listade i Catalogue of Life.